# CONCACAF Champions League 2011/12
Die CONCACAF Champions League in der Saison 2011/2012 war die vierte Auflage des Wettbewerbs.
Das Turnier begann im Sommer 2011 mit der Qualifikation und endete mit dem Rückspiel des Finals im Frühjahr 2012. Der Sieger qualifizierte sich für die FIFA-Klub-Weltmeisterschaft 2012 als Repräsentant der CONCACAF.

## Teilnehmerfeld
An der CONCACAF Champions League 2011/12 nahmen 24 Mannschaften teil. Die Mannschaften kamen aus Nordamerika, der Karibik und Zentralamerika.
| - Mexiko (Primera División) - CF Monterrey - UNAM Pumas - Santos Laguna - Monarcas Morelia - Vereinigte Staaten (Major League Soccer - 2010) - Colorado Rapids - Los Angeles Galaxy - FC Dallas - Seattle Sounders FC - Costa Rica (Primera División) - LD Alajuelense - CS Herediano - Honduras (Liga Nacional) - Real España - CD Motagua - CD Olimpia1 | - Guatemala (Liga Nacional) - CSD Comunicaciones - CSD Municipal - Panama (ANAPROF) - Tauro FC - San Francisco FC - El Salvador (Primera Divisíon) - AD Isidro Metapán - Alianza FC - Nicaragua (Primera División de Nicaragua) - Real Estelí FC - Kanada (Canadian Championship - 2011) - Toronto FC - Karibik (CFU Club Championship - 2011) - Puerto Rico Islanders FC - Tempête Football Club - Alpha United FC |

1CD Olimpia konnte nachrücken, da der Meister von Belize Belize Defence Force FC keine Genehmigung von der CONCACAF bekam. Das Stadion des Klubs erfüllte nicht die Anforderungen.

## Preliminary Round (Qualifikationsrunde)
Die Paarungen der Qualifikationsrunde wurden am 18. Mai 2011 ausgelost. Die Hinspiele fanden zwischen dem 26. und 28. Juli, die Rückspiele zwischen dem 2. und 4. August statt.
|                  | Gesamt    |                          | Hinspiel | Rückspiel |
| ---------------- | --------- | ------------------------ | -------- | --------- |
| CD Motagua       | 4:2       | CSD Municipal            | 4:0      | 0:2       |
| Monarcas Morelia | 7:0       | Tempête Football Club    | 5:0      | 2:0       |
| Isidro Metapán   | (a)3:3(a) | Puerto Rico Islanders FC | 2:0      | 1:3       |
| Santos Laguna    | 4:3       | CD Olimpia               | 3:1      | 1:2       |
| Alianza FC       | 0:2       | FC Dallas                | 0:1      | 0:1       |
| Toronto FC       | 4:2       | Real Estelí FC           | 2:1      | 2:1       |
| San Francisco FC | 1:2       | Seattle Sounders FC      | 1:0      | 0:2 n. V. |
| CS Herediano     | 10:20     | Alpha United FC          | 8:0      | 2:2       |

## Group Stage (Hauptrunde)
Die Spiele der Group Stage fanden von August bis Oktober 2011 statt. Die erste Runde begann am 16. August 2011.

### Gruppe A
| Pl. | Verein             | Sp. | S | U | N | Tore    | Diff. | Punkte |
| --- | ------------------ | --- | - | - | - | ------- | ----- | ------ |
| 1.  | Los Angeles Galaxy | 6   | 4 | 0 | 2 | 008:400 | +4    | 12     |
| 2.  | Monarcas Morelia   | 6   | 4 | 0 | 2 | 011:500 | +6    | 12     |
| 3.  | LD Alajuelense     | 6   | 4 | 0 | 2 | 008:600 | +2    | 12     |
| 4.  | CD Motagua         | 6   | 0 | 0 | 6 | 002:140 | −12   | 0      |

| 16. August 2011    |     |                    |                                 |
| Los Angeles Galaxy | 2:0 | CD Motagua         | Home Depot Center               |
| LD Alajuelense     | 1:0 | Monarcas Morelia   | Estadio Alejandro Morera Soto   |
| 25. August 2011    |     |                    |                                 |
| Los Angeles Galaxy | 2:0 | LD Alajuelense     | Home Depot Center               |
| Monarcas Morelia   | 4:0 | CD Motagua         | Estadio Morelos                 |
| 13. September 2011 |     |                    |                                 |
| Monarcas Morelia   | 2:1 | Los Angeles Galaxy | Estadio Morelos                 |
| 15. September 2011 |     |                    |                                 |
| CD Motagua         | 2:4 | LD Alajuelense     | Estadio Nacional de Tegucigalpa |
| 21. September 2011 |     |                    |                                 |
| LD Alajuelense     | 1:0 | Los Angeles Galaxy | Estadio Alejandro Morera Soto   |
| 22. September 2011 |     |                    |                                 |
| CD Motagua         | 0:2 | Monarcas Morelia   | Estadio Nacional de Tegucigalpa |
| 28. September 2011 |     |                    |                                 |
| Los Angeles Galaxy | 2:1 | Monarcas Morelia   | Home Depot Center               |
| 29. September 2011 |     |                    |                                 |
| LD Alajuelense     | 1:0 | CD Motagua         | Estadio Alejandro Morera Soto   |
| 18. Oktober 2011   |     |                    |                                 |
| Monarcas Morelia   | 2:1 | LD Alajuelense     | Estadio Morelos                 |
| 20. Oktober 2011   |     |                    |                                 |
| CD Motagua         | 0:1 | Los Angeles Galaxy | Estadio Nacional de Tegucigalpa |

### Gruppe B
| Pl. | Verein            | Sp. | S | U | N | Tore    | Diff. | Punkte |
| --- | ----------------- | --- | - | - | - | ------- | ----- | ------ |
| 1.  | Santos Laguna     | 6   | 4 | 1 | 1 | 016:600 | +10   | 13     |
| 2.  | AD Isidro Metapán | 6   | 3 | 0 | 3 | 010:150 | −5    | 09     |
| 3.  | Colorado Rapids   | 6   | 2 | 1 | 3 | 009:120 | −3    | 07     |
| 4.  | Real España       | 6   | 1 | 2 | 3 | 009:110 | −2    | 05     |

| 17. August 2011    |     |                   |                             |
| Santos Laguna      | 3:2 | Real España       | Nuevo Estadio Corona        |
| Colorado Rapids    | 3:2 | AD Isidro Metapán | Dick’s Sporting Goods Park  |
| 23. August 2011    |     |                   |                             |
| Real España        | 1:1 | Colorado Rapids   | Estadio Francisco Morazán   |
| 24. August 2011    |     |                   |                             |
| AD Isidro Metapán  | 2:0 | Santos Laguna     | Estadio Jorge Calero Suárez |
| 13. September 2011 |     |                   |                             |
| Real España        | 1:2 | AD Isidro Metapán | Estadio Francisco Morazán   |
| Colorado Rapids    | 1:4 | Santos Laguna     | Dick’s Sporting Goods Park  |
| 21. September 2011 |     |                   |                             |
| Colorado Rapids    | 1:2 | Real España       | Dick’s Sporting Goods Park  |
| 22. September 2011 |     |                   |                             |
| Santos Laguna      | 6:0 | AD Isidro Metapán | Nuevo Estadio Corona        |
| 28. September 2011 |     |                   |                             |
| Real España        | 1:1 | Santos Laguna     | Estadio Francisco Morazán   |
| AD Isidro Metapán  | 1:3 | Colorado Rapids   | Estadio Jorge Calero Suárez |
| 19. Oktober 2011   |     |                   |                             |
| Santos Laguna      | 2:0 | Colorado Rapids   | Nuevo Estadio Corona        |
| 20. Oktober 2011   |     |                   |                             |
| AD Isidro Metapán  | 3:2 | Real España       | Estadio Jorge Calero Suárez |

### Gruppe C
| Pl. | Verein     | Sp. | S | U | N | Tore    | Diff. | Punkte |
| --- | ---------- | --- | - | - | - | ------- | ----- | ------ |
| 1.  | UNAM Pumas | 6   | 3 | 2 | 1 | 008:200 | +6    | 11     |
| 2.  | Toronto FC | 6   | 3 | 1 | 2 | 007:700 | ±0    | 10     |
| 3.  | FC Dallas  | 6   | 2 | 1 | 3 | 006:110 | −5    | 07     |
| 4.  | Tauro FC   | 6   | 1 | 2 | 3 | 007:800 | −1    | 05     |

| 17. August 2011    |     |            |                                |
| UNAM Pumas         | 0:1 | FC Dallas  | Estadio Olímpico Universitario |
| 18. August 2011    |     |            |                                |
| Tauro FC           | 1:2 | Toronto FC | Estadio Giancarlo Gronchi      |
| 25. August 2011    |     |            |                                |
| Toronto FC         | 0:1 | FC Dallas  | BMO Field                      |
| Tauro FC           | 0:0 | UNAM Pumas | Estadio Giancarlo Gronchi      |
| 14. September 2011 |     |            |                                |
| FC Dallas          | 1:1 | Tauro FC   | Pizza Hut Park                 |
| UNAM Pumas         | 4:0 | Toronto FC | Estadio Olímpico Universitario |
| 20. September 2011 |     |            |                                |
| Toronto FC         | 1:0 | Tauro FC   | BMO Field                      |
| 21. September 2011 |     |            |                                |
| FC Dallas          | 0:2 | UNAM Pumas | Pizza Hut Park                 |
| 27. September 2011 |     |            |                                |
| Toronto FC         | 1:1 | UNAM Pumas | BMO Field                      |
| 28. September 2011 |     |            |                                |
| Tauro FC           | 5:3 | FC Dallas  | Estadio Giancarlo Gronchi      |
| 18. Oktober 2011   |     |            |                                |
| FC Dallas          | 0:3 | Toronto FC | Pizza Hut Park                 |
| 20. Oktober 2011   |     |            |                                |
| UNAM Pumas         | 1:0 | Tauro FC   | Estadio Olímpico Universitario |

1. ↑  Das eigentliche Spiel wurde am 24. August ausgetragen und musste aufgrund der heftigen Gewitter in Toronto während der Halbzeitpause beim Stand von 0:1 abgebrochen werden. Da im Regelkatalog keine Nachspiele vorgesehen sind, wurde das Spiel am nachfolgenden Tag komplett wiederholt.  Archivlink (Memento vom 25. September 2012 im Internet Archive)

### Gruppe D
| Pl. | Verein              | Sp. | S | U | N | Tore    | Diff. | Punkte |
| --- | ------------------- | --- | - | - | - | ------- | ----- | ------ |
| 1.  | CF Monterrey        | 6   | 4 | 0 | 2 | 011:400 | +7    | 12     |
| 2.  | Seattle Sounders FC | 6   | 3 | 1 | 2 | 010:700 | +3    | 10     |
| 3.  | CSD Comunicaciones  | 6   | 2 | 1 | 3 | 008:130 | −5    | 07     |
| 4.  | CS Herediano        | 6   | 2 | 0 | 4 | 006:110 | −5    | 06     |

| 16. August 2011     |     |                     |                                |
| Seattle Sounders FC | 4:1 | CSD Comunicaciones  | CenturyLink Field              |
| 17. August 2011     |     |                     |                                |
| CS Herediano        | 0:5 | CF Monterrey        | Estadio Nacional de Costa Rica |
| 23. August 2011     |     |                     |                                |
| CF Monterrey        | 0:1 | Seattle Sounders FC | Estadio Tecnológico            |
| 24. August 2011     |     |                     |                                |
| CSD Comunicaciones  | 2:0 | CS Herediano        | Estadio Cementos Progreso      |
| 14. September 2011  |     |                     |                                |
| CS Herediano        | 1:2 | Seattle Sounders FC | Estadio Nacional de Costa Rica |
| CSD Comunicaciones  | 1:0 | CF Monterrey        | Estadio Cementos Progreso      |
| 20. September 2011  |     |                     |                                |
| CF Monterrey        | 3:1 | CSD Comunicaciones  | Estadio Tecnológico            |
| Seattle Sounders FC | 0:1 | CS Herediano        | CenturyLink Field              |
| 27. September 2011  |     |                     |                                |
| CSD Comunicaciones  | 2:2 | Seattle Sounders FC | Estadio Cementos Progreso      |
| CF Monterrey        | 1:0 | CS Herediano        | Estadio Tecnológico            |
| 18. Oktober 2011    |     |                     |                                |
| Seattle Sounders FC | 1:2 | CF Monterrey        | CenturyLink Field              |
| 19. Oktober 2011    |     |                     |                                |
| CS Herediano        | 4:1 | CSD Comunicaciones  | Estadio Nacional de Costa Rica |

1. ↑  Das Spiel musste am 23. August ausgetragen werden, aber es wurde wegen des starken Regens nicht angepfiffen. Das Spiel fand am nächsten Tag statt.  Archivlink (Memento vom 25. September 2012 im Internet Archive)

## Championship Round (K.-o.-Runde)

### Qualifizierte Mannschaften
| Gruppenerste - Los Angeles Galaxy - Santos Laguna - UNAM Pumas - CF Monterrey | Gruppenzweite - Monarcas Morelia - AD Isidro Metapán - Toronto FC - Seattle Sounders FC |

### Viertelfinale
Die Auslosung des Viertelfinales durch die CONCACAF erfolgte am 8. November 2011.
Die Hinspiele des Viertelfinales fanden am 7. und 8. März 2012 statt. Die Rückspiele wurden vom 13. März bis 15. März 2012 ausgetragen.
|                     | Gesamt |                    | Hinspiel | Rückspiel |
| ------------------- | ------ | ------------------ | -------- | --------- |
| Seattle Sounders FC | 3:7    | Santos Laguna      | 2:1      | 1:6       |
| AD Isidro Metapán   | 2:9    | UNAM Pumas         | 2:1      | 0:8       |
| Toronto FC          | 4:3    | Los Angeles Galaxy | 2:2      | 2:1       |
| Monarcas Morelia    | 2:7    | CF Monterrey       | 1:3      | 1:4       |

### Halbfinale
Die Hinspiele des Halbfinales fanden am 28. März 2012 statt. Die Rückspiele wurden am 4. und 5. April 2012 ausgetragen.
|              | Gesamt |               | Hinspiel | Rückspiel |
| ------------ | ------ | ------------- | -------- | --------- |
| Toronto FC   | 3:7    | Santos Laguna | 1:1      | 2:6       |
| CF Monterrey | 4:1    | UNAM Pumas    | 3:0      | 1:1       |

### Finale
Das Hinspiel des Finales wurde am 18. April 2012 ausgetragen. Das Rückspiel fand am 25. April 2012 statt.

#### Hinspiel
| CF Monterrey                                              | CF Monterrey | Santos Laguna | Santos Laguna |
| --------------------------------------------------------- | --- | --- | ------------- |
| CF Monterrey                                              | \| 18. April 2012 in Monterrey, Mexiko (Estadio Tecnológico) \| \| Ergebnis: 2:0 (0:0) \| \| Zuschauer: 29.300 \| \| Schiedsrichter: Francisco Chacón ( Mexiko) \| | \| 18. April 2012 in Monterrey, Mexiko (Estadio Tecnológico) \| \| Ergebnis: 2:0 (0:0) \| \| Zuschauer: 29.300 \| \| Schiedsrichter: Francisco Chacón ( Mexiko) \| | Santos Laguna |
| CF Monterrey                                              | Jonathan Orozco – José María Basanta, Severo Meza, Dárvin Chávez, Hiram Mier – Luis Ernesto Pérez , Jesús Eduardo Zavala (58. Darío Carreño), Ángel Reyna, Neri Cardozo (71. Walter Ayoví) – Humberto Suazo, Aldo de Nigris (88. Héctor Morales) Cheftrainer: Víctor Manuel Vucetich | Oswaldo Sánchez – Felipe Baloy, Aarón Galindo, Jorge Iván Estrada, Osmar Mares – Juan Pablo Rodríguez, Marc Crosas (86. Rodolfo Salinas), Candido Ramirez (63. Carlos Adrián Morales) – Herculez Gomez, Carlos Quintero (83. Daniel Ludueña), Christian Suárez Cheftrainer: Benjamín Galindo | Santos Laguna |
| CF Monterrey                                              | 1:0 Humberto Suazo (60.) 2:0 Humberto Suazo (86.) | | Santos Laguna |
| CF Monterrey                                              | Humberto Suazo (4.), Neri Cardozo (10.) | Felipe Baloy (40.), Osmar Mares (73.), Rodolfo Salinas (88.) | Santos Laguna |
| 18. April 2012 in Monterrey, Mexiko (Estadio Tecnológico) | | |               |
| Ergebnis: 2:0 (0:0)                                       | | |               |
| Zuschauer: 29.300                                         | | |               |
| Schiedsrichter: Francisco Chacón ( Mexiko)                | | |               |

#### Rückspiel
| Santos Laguna                                            | Santos Laguna | CF Monterrey | CF Monterrey |
| -------------------------------------------------------- | --- | --- | ------------ |
| Santos Laguna                                            | \| 25. April 2012 in Torreón, Mexiko (Nuevo Estadio Corona) \| \| Ergebnis: 2:1 (1:0) \| \| Zuschauer: 28.000 \| \| Schiedsrichter: Roberto García Orozco ( Mexiko) \| | \| 25. April 2012 in Torreón, Mexiko (Nuevo Estadio Corona) \| \| Ergebnis: 2:1 (1:0) \| \| Zuschauer: 28.000 \| \| Schiedsrichter: Roberto García Orozco ( Mexiko) \| | CF Monterrey |
| Santos Laguna                                            | Oswaldo Sánchez – Aarón Galindo, Jorge Iván Estrada, Rafael Figueroa, César Ibáñez – Rodolfo Salinas (85. Candido Ramirez), Daniel Ludueña (57. Herculez Gomez), Juan Pablo Rodríguez – Oribe Peralta, Carlos Quintero, Christian Suárez (74. Carlos Adrián Morales) Cheftrainer: Benjamín Galindo | Jonathan Orozco – José María Basanta, Severo Meza, Dárvin Chávez, Hiram Mier – Luis Ernesto Pérez , Jesús Eduardo Zavala, Ángel Reyna (63. Walter Ayoví), Neri Cardozo – César Delgado (84. Darío Carreño), Aldo de Nigris (87. Héctor Morales) Cheftrainer: Víctor Manuel Vucetich | CF Monterrey |
| Santos Laguna                                            | 1:0 Daniel Ludueña (45.+3') 2:0 Oribe Peralta (51.) | 2:1 Neri Cardozo (82.) | CF Monterrey |
| Santos Laguna                                            | Daniel Ludueña (45.+1') | Aldo de Nigris (5.), Jonathan Orozco (7.), Jesús Zavala (33.), Luis Ernesto Pérez (90.) | CF Monterrey |
| 25. April 2012 in Torreón, Mexiko (Nuevo Estadio Corona) | | |              |
| Ergebnis: 2:1 (1:0)                                      | | |              |
| Zuschauer: 28.000                                        | | |              |
| Schiedsrichter: Roberto García Orozco ( Mexiko)          | | |              |

## Beste Torschützen
Nachfolgend sind die besten Torschützen der CONCACAF Champions-League-Saison aufgeführt.
| Rang | Spieler          | Klub              | Tore |
| ---- | ---------------- | ----------------- | ---- |
| 1    | Humberto Suazo   | CF Monterrey      | 7    |
| 1    | Oribe Peralta    | Santos Laguna     | 7    |
| 3    | Hérculez Gómez   | Santos Laguna     | 6    |
| 3    | Jorge Barbosa    | CS Herediano      | 6    |
| 3    | João Plata       | Toronto FC        | 6    |
| 6    | Abraham Carreño  | CF Monterrey      | 5    |
| 6    | Ryan Johnson     | Toronto FC        | 5    |
| 6    | Christian Suárez | Santos Laguna     | 5    |
| 9    | Martín Bravo     | UNAM Pumas        | 4    |
| 9    | Aldo de Nigris   | CF Monterrey      | 4    |
| 9    | Eduardo Herrera  | UNAM Pumas        | 4    |
| 9    | Carlos Quintero  | Santos Laguna     | 4    |
| 9    | Paolo Suárez     | AD Isidro Metapán | 4    |